# Suzanne Harmes
Suzanne Helena Johanna Harmes (Zoetermeer, 10 gennaio 1986) è un'ex ginnasta olandese.

## Palmarès

### Mondiali
- 1 medaglia:
  - 1 bronzo (Melbourne 2005 nel corpo libero)

### Europei
- 1 medaglia:
  - 1 argento (Patrasso 2002 concorso a squadre)

### Universiadi
- 1 medaglia:
  - 1 argento (Izmir 2005 nell'all-around)